# Нют Скамандър
Нютън „Нют“ Артемис Фидо Лърч Скамандър (на английски: Newton "Newt" Artemis Fido Lurch Scamander) е измислен и главен герой във филмовата поредица Фантастични животни.
Първоначално Нют Скамандър се споменава само в Хари Потър и Философският камък като автор на учебника Фантастични животни и къде да ги намерим, по който учат Хари и неговите съученици в часовете по грижа за магическите създания. През 2001 г. Джоан Роулинг пише реална версия на измисления учебник под псевдонима „Нют Скамандър“. Във филмовата поредица, вдъхновена от книгата, ролята на Нют Скамандър е изпълнена от Еди Редмейн.
Нют Скамандър е интровертен британски магьосник и магизоолог. Неговата помощ е често търсена от бившия му професор Албус Дъмбълдор в мисията да победи тъмния магьосник Гелърт Гринделвалд, като в крайна сметка играе жизненоважна роля в победата над него, по време на която Нют среща и се влюбва в бъдещата си съпруга Тина.

## Развитие на героя
Описвайки Нют като аутсайдер, Роулинг казва: „Моите герои винаги са хора, които се чувстват отделени, заклеймени или друг тип. Това е в основата на повечето от това, което пиша, и със сигурност е в сърцето на Фантастични животни и къде да ги намерим“.
Нют Скамандър се привързва към магическите животни от детството си и в крайна сметка става магизоолог. Той се чувства изключително свързан с всички свои магически същества и зверове и винаги ги защитава.
Предполага се, че Роулинг създава името на героя чрез комбинация от термини, свързани с животни – Прякорът Нют е името на подобно на гущер същество. Първото средно име Артемис е името на гръцката богиня на лова, пустинята и дивите животни. Второто средно име Фидо буквално означава вярвам на латински, което подчертава факта, че Нют Скамандър е в „Хафълпаф“, дома на лоялността в „Хогуортс“; Фидо също е често срещано име за домашно куче. Фамилията Скамандър фонетично се доближава до Саламандър, които са малки гущери, обитаващи огън в света на магьосниците.
Хари Потър и Нют Скамандър са доста различни видове герои – Хари е безразсъден, дързък и сприхав на моменти; Нют обикновено запазва спокойствие и хладнокръвие. Хари е роден лидер и създава неразривни приятелства за цял живот в „Хогуортс“. Нют е самотник и винаги се приема за самотник, защото единственото му близко приятелство с Лета Лестранж приключва поради „неблагоприятни обстоятелства“. Но Нют и Хари споделят сходни черти, тъй като и двамата са смели, скромни, лоялни, защитници на аутсайдерите, в противоречие с Министерството на магията, и двамата се борят за справедливостта. И Хари, и Нют са „избрани“ да се борят със злините – Хари е избран от съдбата (и убеден от Дъмбълдор), а Нют е убеден от Дъмбълдор да се бие с Гринделвалд.
Нют също донякъде прилича на Хърмаяни Грейнджър, тъй като и двамата са интелигентни, дедуктивни и кръстоносци, с остър ум.